# 이원론

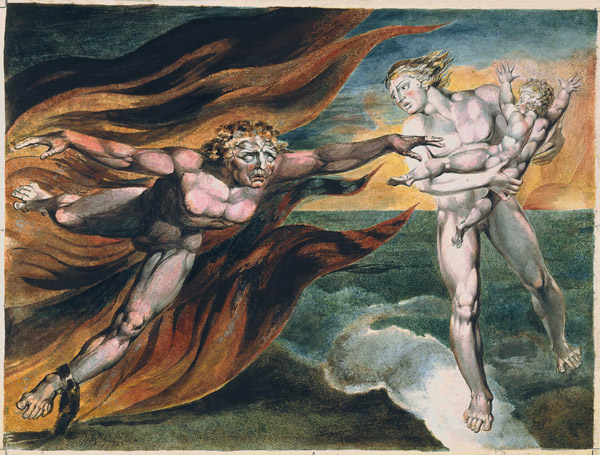

이원론(二元論, 영어: dualism)은 세계나 사상(事象)을 두 개의 상호간에 '독립'하는 근본 원리로 설명하는 입장이다. 세계나 인간을 설명할 경우에 쓰인다.
조로아스터교 등의 종교 세계관에서도 찾아볼 수 있지만 철학 체계로서는 데카르트가 대표자이다. 데카르트는 물심(物心, mind and body) 이원론을 주장하여, 정신과 물질은 전혀 이질(異質)의 것이라고 생각했다. 그러나 이원론을 철저히 구명한다면 물심(物心)이 분열해버리기 때문에 스피노자는 물심이 실체의 표리(表裏)라 하여 일원론을 주장했다. 또한 다원론도 이원론의 곤란을 극복하는 것으로서 생겨났다.

## 원리
이원론에서 흔히 등장하는 상호간에 '독립'하는 두 개의 근본 원리들로는 빛과 어둠, 선과 악, 신과 자연, 신과 물질계, 영과 물질, 의식과 물질, 영혼과 육체, 영성과 물질성 등이 있다.

### 이원론의 주요 개념들: 독립, 대립, 투쟁, 승리
이원론에서 두 개의 원리가 상호간에 '독립'한다는 개념은 두 개의 독립적인 원리가 서로 간에 '대립'하고 '투쟁'한다는 것을 함의한다. 그리고, 대립과 투쟁의 과정을 통해 두 개의 독립적인 원리 중 어느 하나가 궁극적으로 '승리'한다는 관점이 흔히 이원론의 자연스러운 논리적 귀결이 된다. 예들 들어, 대표적인 이원론인 조로아스터교의 교의에 따르면, 물질 세상은 선한 원리 또는 빛의 원리인 아후라 마즈다와 악의 원리 또는 어둠의 원리인 앙그라 마이뉴가 서로 대립하며 우주적인 전쟁을 벌이고 있는 곳이다. 그리고, 이 우주적인 전쟁의 결과는 빛의 원리인 아후라 마즈다가 어둠의 원리인 앙그라 마이뉴를 이겨서 완전한 빛의 왕국이 세워지는 것으로 끝날 것이라고 말하고 있다.
유대교, 기독교, 이슬람교 등 아브라함 계통의 종교는 유일신을 모시는 일신교이지만 하느님과 사탄으로 대표되는 선과 악의 이원론의 가능성이 충분히 존재한다. 주류 기독교의 신론에 따르면 예수 그리스도는 삼위일체의 성자에 해당하므로 하느님과 동일한 존재이다. 그런데, 하느님과 동일한 존재인 예수 그리스도가 광야에서 사탄의 유혹을 받지만 그 유혹을 거절하는 것이 신약성경에 나타나 있다. 이것은 선과 악의 두 원리가 대립하고 투쟁하는 것을 잘 보여주고 있다. 그리고 사탄은 인간을 유혹하고 인간에게 시련을 준다. 주류 기독교에서는 사탄을 "마귀들의 지배자", "세상의 지배자" 그리고 "이 세상의 신"이라고 부르고 있다. 하지만, 사탄은 결국 "불의 호수"로 내던져지게 될 것이라고 말하고 있다. 사탄을 신과는 독립적인 원리로 볼 것인가 아닌가는 논쟁의 여지가 있는데, 독립적인 원리로 보는 경우 신과 사탄으로 대표되는 선과 악의 이원론이 성립된다.
고대, 특히 기원후 1세기부터 4세기까지 활발히 존재하였던 혼합주의적 종교 운동들 중의 하나였던 영지주의는 그 성격이 전형적인 이원론이었다. 영지주의의 교의에 따르면 '지고한 신'과 하위 창조신으로서 물질 세상을 지배하는 데미우르고스가 선과 악으로 대립하는데, 인간은 그노시스를 통해 데미우르고스의 지배를 벗어나 물질 세상으로부터 빛의 세계 즉 플레로마로 되돌아가야 한다고 하였다. 이와 관련하여, 한스 요나스는 "영지주의 사상의 주요한 특징은 (두 개의 근본 원리 또는 실체가) 신과 세상의 관계를 지배하고, 따라서 (두 개의 근본 원리 또는 실체가) 인간과 세상의 관계를 지배한다는 급진적 이원론"이라고 말했다. 한편, 영지주의의 일파였던 발렌티누스파는 일종의 일원론에 가까웠다.

## 이원론과 비이원론
두 개의 원리가 존재하는 것이 항상 이원론인 것은 아니다. 예를 들어, 동양 철학의 주역(周易)의 경우, 음양(陰陽)의 두 개의 원리가 있지만 이 두 개의 원리가 때로는 서로 대립하고 때로는 서로 융합하면서 서로에게 영향을 미치며 변천하면서 조화, 균형, 중도, 또는 중용의 상태를 찾아간다는 입장을 가지는데, 이런 입장은 이원론이 아닌 견해, 즉, 비이원론(非二元論, en:Nondualism)이다. 이 때, 두 개의 원리는 '두 개의 독립적인 원리'가 아니라 한 존재 또는 원리 속에 있는 두 개의 '극성' 또는 '측면'으로 존재한다.
힌두교의 어떤 교파들에서는 브라흐마, 비슈누, 시바를 신의 3가지 기본 측면이라고 보고 있는데 각각 창조자, 유지자, 파괴자이다. 이들을 총체적으로 힌두교의 삼위일체인 트리무르티라 한다. 힌두교의 삼위일체에서 창조와 파괴의 두 대립 원리는 각각 서로 독립적인 원리로 존재하지 않고 신의 한 측면(aspect)으로 존재한다. 이는 창조된 후에는 파괴가 따르고 파괴된 후에는 다시 창조가 따르는 순환적인 세계관이며 비이원론의 견해이다.
독일의 기독교 신비주의자이자 신학자인 야콥 뵈메는 자신의 저서 《천국과 지옥에 대하여(Of Heaven and Hell)》에서 천국과 지옥이 모두 영혼 안에 있다는 비이원론의 견해를 표명하였다:
제자가 스승에게 물었다: "육체가 죽으면 영혼은 어디로 갑니까?"

스승이 제자에게 대답하였다: "영혼(it) 은 그 어디로도 갈 '필요'가 없다."

제자인 주니우스는 의문에 차서 말했다: "무슨 말씀이십니까? 죽어서 영혼이 육체를 떠나면 천국이나 지옥으로 가야하지 않습니까?"

공경할 만한 스승인 테오포루스는 대답하였다: "영혼은 그 어디에도 갈 필요가 없다. 사람이 죽으면 영혼이 떠나는 것이 아니라 이전까지 육체와 함께 있던 필멸하는 외적인 생명이 영혼으로부터 분리되는 것일 뿐이다. 영혼은 그 자신(itself) 내부에 이미 이전부터 천국과 지옥을 모두 가지고 있었고 그리고 가지고 있다. 성경에 다음과 같이 쓰여 있지 않은가: "하나님 나라(Kingdom of God)가 오는 것을 눈으로 볼 수는 없다. 또 '보아라, 여기 있다' 혹은 '저기 있다'고 말할 수도 없다. 하나님 나라는 바로 너희 가운데(within you, 너희 안에, 너희 내부에) 있다." 그러므로 그 둘 중의 어느 것이건, 천국이건 지옥이건 영혼(it) 안에서 현현한다. 즉, 천국이건 지옥이건 영혼이 서 있는 그곳에서 나타난다."— 야콥 뵈메(Jakob Böhme). “《천국과 지옥에 대하여(Of Heaven and Hell)》”. 2010년 6월 11일에 확인함.

고대 나스티시즘의 세계관이 대체로 이원론이었던 것에 비해 스위스의 심리학자인 칼 융은 비이원론의 입장을 표현하였다. 그는 《죽은 자들에게 주어진 7 강의들(The Seven Sermons to the Dead)》이라는 짧은 영지주의적 글을 썼다. 여기서 칼 융은 모든 대립물(all opposites)이 한 존재 속으로 결합된 신이 아브라삭스이며, 아브라삭스는 기독교의 신과 사탄의 개념보다 더 고차적 개념의 신이라고 하였다. 또한 칼 융의 친구 헤르만 헤세는 자신의 소설 《데미안》에서 칼 융과 마찬가지로 아브라삭스에 대해 비이원론적인 견해를 표명하였다:
"새는 알에서 나와 자신의 길을 가기 위해 싸운다. 알은 세상이다. 태어나려는 자는 세상을 깨뜨려야만 한다. 새는 신에게로 날아오른다. 이 신의 이름은 아브라삭스이다." (막스 데미안)
"아브라삭스는 훨씬 더 깊은 의미를 지닌 것처럼 보인다. 우리는 이 이름을 최고신의 이름이라 생각할 수 있다. 최고신을 나타내는 상징적인 일은 신적인 요소들과 악마적인 요소들을 통합하는 것이다." (닥터 폴렌스)

빛과 어둠, 선과 악, 신과 자연, 신과 물질 우주, 정신과 물질, 의식과 물질, 영혼과 육체, 영성과 물질성 등의 주요한 이원적 원리들도, 이들을 보는 관점에서 '대립과 투쟁 그리고 어느 한 쪽의 승리 그리고 다른 쪽의 패배'라는 관점이 아닌 다른 관점을 가지는 경우 비이원론이 된다. 예를 들어, 신과 자연에 대해, 완전한 존재인 신과 불완전한 존재인 자연은 서로 대립하는데 결국에는 신이 자연을 이기고 신의 의지가 실현되는 것으로 귀결된다는 관점을 가진 경우 이원론의 견해이다. 반면, 자연 속에 신의 일부 또는 전체가 실체로써 혹은 법칙으로써 들어 있어서 이를 통해 신의 의지가 작용하고, 이 작용과 더불어 자연이 성장하고 변화하며, 결과적으로 신의 의지가 실현되게 된다는 관점을 가진 경우 비이원론의 견해이다. 이 후자의 비이원론의 견해에 해당하는 것이 범신론(汎神論, pantheism)과 이신론(理神論, deism)이다.
마찬가지로, 정신과 물질에 대해서도 서로 대립하고 투쟁하여 어느 한 원리가 다른 원리를 누르고 승리한다는 관점을 가지는 경우 이원론의 견해이다. 반면, 정신이 물질과 상호작용하면서 물질을 통해 작용하여 물질을 성장시키고 균형되게 하며 또한 물질은 정신이 작용할 수 있는 건강한 바탕이 되어감으로써 결과적으로 정신이 그 의지를 실현해 간다거나, 물질이 정신과 상호작용하면서 정신을 통해 작용하여 물질이 그 내재하는 법칙과 의지를 실현해 간다는 관점을 가진다면 비이원론의 견해이다. 이 경우 전자는 유심론(唯心論, idealism, 관념론, 觀念論)에 근접하게 되고 후자는 유물론(唯物論, materialism)에 근접하게 된다.

## 참고 문헌
- 이 문서에는 다음커뮤니케이션(현 카카오)에서 GFDL 또는 CC-SA 라이선스로 배포한 글로벌 세계대백과사전의 내용을 기초로 작성된 글이 포함되어 있습니다.
- Alan G. Hefner, 《Dualisam》, http://www.themystica.org/mystica/articles/d/dualism.html. 2010년 6월 10일에 확인.
- Zimmer, Heinrich (1946). 《Myths and Symbols in Indian Art and Civilization》. Princeton, New Jersey: Princeton University Press. ISBN 0-691-01778-6. First Princeton-Bollingen printing, 1972.

## 같이 보기
- 정물이원론
- 이황(퇴계) - 조선 유교의 대표적인 이원론 유학자(儒學者)
- 이이(율곡) - 조선 유교의 대표적인 일원론 유학자(儒學者)